# Bedřich Lamoral z Thurn-Taxisu
Bedřich Lamoral Josef Maria Antonín princ z Thurnu a Taxisu (německy Friedrich Lamoral Joseph Maria Anton Prinz von Thurn und Taxis, 23. prosince 1871, Győr – 10. května 1945, Biskupice) byl česko-rakouský šlechtic z mladší české linie rodu Thurn-Taxisů, velkostatkář, c.k. komorník a podplukovník ve výslužbě. V letech 1906–1912 a 1913–1918 byl poslancem Moravského zemského sněmu.

## Původ
Narodil se 23. prosince 1871 v uherském Győru jako syn rakouského c. k. podmaršálka prince Lamorala Bedřicha z Thurnu a Taxisu (1832–1903) a jeho manželky hraběnky Antonie Schaffgotschové z Kynastu a Greiffensteinu (1850–1942). 
Patřil k tzv. mladší české linii rodu Thurn-Taxisů, jejímž zakladatelem byl kníže Maxmilián Josef (1769–1831), nejmladší syn Alexandra Ferdinanda (1704–1773). Dědeček Bedřich Hannibal z Thurnu a Taxisu získal v roce 1842 také inkolát v Uhrách. Bedřichův mladší bratr Hugo Lamoral (1873–1915) byl důstojníkem 6. dragounského pluku a padl v Bukovině během první světové války.

## Život

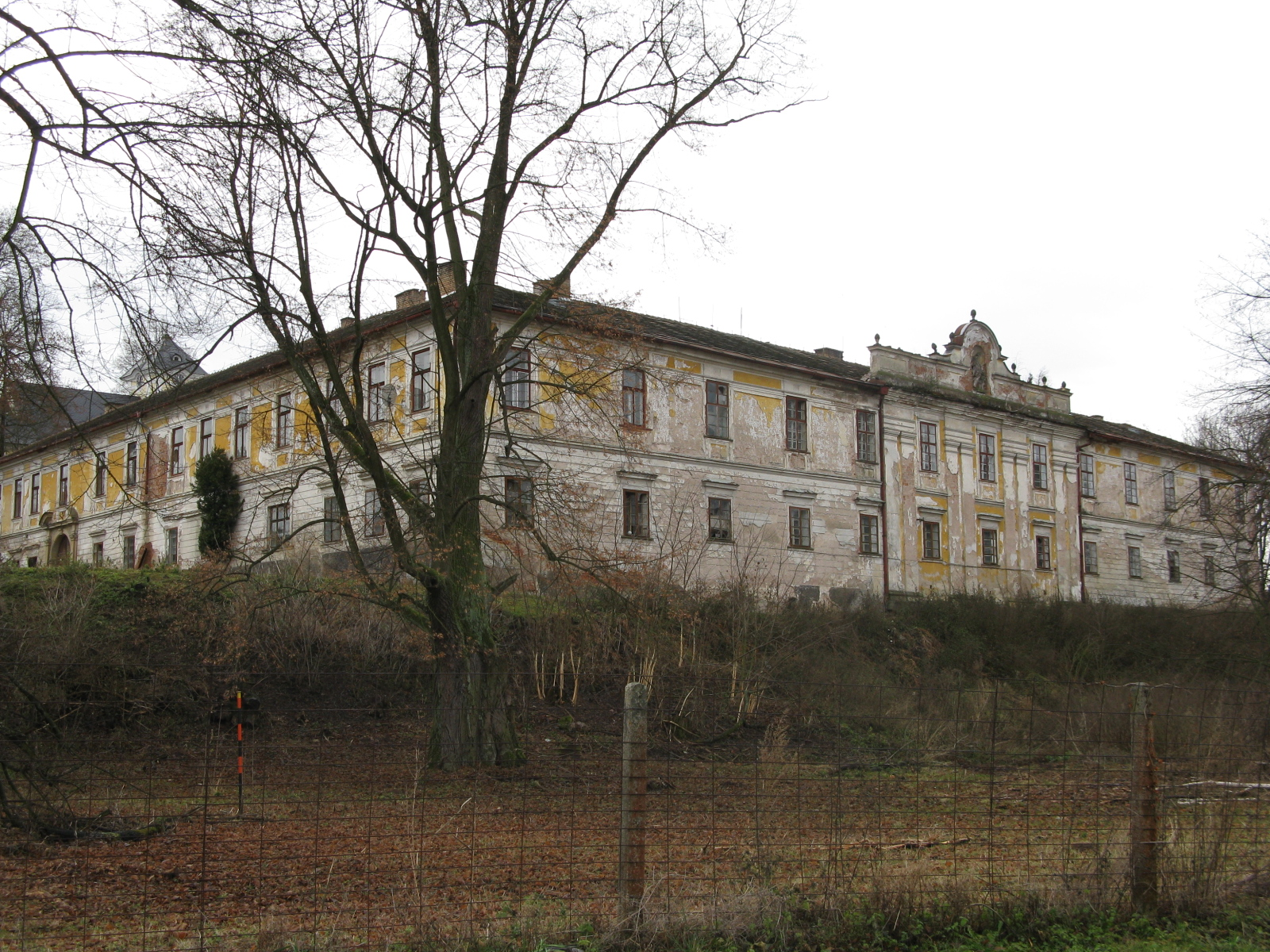
Zámek Biskupice

Po otcově smrti zdědil velký majetek, včetně zámku Biskupice u Olomouce, obce Vranová, Vranová Lhota, Březinky, Hartinkov, Libštejn, Stará i Nová Roveň, Vysoká a Jaroměřice. Celková rozloha jeho pozemků byla 2 378 hektarů, většinou lesů. Po pozemkové reformě v tehdejším Československu ve 20. letech 20. století však byl Bedřich nucen vzdát se části svého majetku.
Po obsazení Sudet v důsledku Mnichovské dohody v říjnu 1938 se jeho pozemky na Moravskotřebovsku staly součástí demarkační linie mezi Československem a Německou říší. Ve snaze ochránit zbylý majetek, vstoupili v roce 1938 Bedřich a jeho tři děti do NSDAP. Při vymezování hranice mezi Německou říší a Československem usilovali Thurn-Taxisové zahrnutí majetků do říše. V době okupace 24. listopadu 1938 spolupracoval s Wehrmachtem, přesto však v důsledku jednání o přesném vedení hranice mezi Protektorátem Čechy a Morava a Sudetami během druhé světové války, nemohl princ Bedřich v letech 1939 až 1945 nakládat se svými pozemky. Stěžoval si u vyšších orgánů v Berlíně, ale bez úspěchu. Adolf Hitler odložil problém konečného vyčlenění hranice na dobu neurčitou.
Na konci druhé světové války, 10. května 1945, tedy již po jejím skončení byl Bedřich princ z Thurnu a Taxisu zavražděn „revolučními gardami“.

## Manželství a potomstvo
Dne 30. listopadu 1907 se v Neuville-sous-Huy v Belgii Bedřich oženil s c. k. dvorní dámou a dámou Řádu hvězdného kříže, princeznou Eleonorou de Ligne (25. ledna 1877 – 13. srpna 1959), dcerou prince Eduarda z Ligne a princezny Eulalie Solmssko-Braunfelské. Manželé měl tři děti:
- Eulalie Marie Antonie Eleonore (1908–1993), dáma Řádu hvězdového kříže

její zasnoubení s Rafaelem Rainerem z Thurnu a Taxisu (1906–1993) z roku 1928 bylo v roce 1929 zrušeno. V témže roce se provdala za jeho bratra:
⚭ Filipa Arnošta z Thurn-Taxisu (1908–1964) (oba synové prince Alberta z Thurnu a Taxisu (1867–1952) a arcivévodkyně Markéty Klementiny Rakouské).
- Jiří Lamoral Alexandr Antonín Josef Maria (1910–1986)

⚭ 1943 (rozvedena 1954) Editha Scheer (* 1921)
⚭ 1969 Anneliese Zerbst (1922–2015)
- Hugo Lamoral Nikolaus (1916–1975), absolvent obchodu

⚭ 1940 (rozvedený 1945) Ingeborg Sponer (1921–2011)
⚭ 1953 Beatrice von Bethusy-Huc (1925–1954)
⚭ 1961 Dorothea van der Elst (* 1931).